# Der Spiegel
A Der Spiegel (magyar fordításban a.m. A tükör) egy német hetilap, Európa legnagyobb hírújságainak egyike, Németország legolvasottabb és egyben a kontinentális Európa egyik legbefolyásosabb lapja. A magazint hetente több mint egymillió példányszámban adják ki Hamburgban. Itt található a lap székháza is.
A Spiegel-Online honlapját is egyre többen olvassák, havi szinten ötmillióan látogatják meg, ennek hozzávetőleg 15%-a külföldi felhasználó.[forrás?] Népszerű a Spiegel TV is, annak ellenére, hogy igen nagy konkurenciával kell szembenéznie.

## Története
Az első példányt 1947. január 4-én adták ki Hannoverben. A lap főszerkesztője Rudolf Augstein volt. E tisztségét megtartotta a kezdetektől egészen haláláig, 2002. november 7-éig. 1950 után a magazin Rudolf Augstein és John Jahr tulajdonát képezte egészen 1969-ig, amikor Augstein megvásárolta Jahr részesedését, ezzel a Der Spiegel egyedüli tulajdonosává vált. 1971-ben a Der Spiegel 25%-a eladásra került, majd '74-ben Augstein átszervezte a vállalatot, és lehetőséget adott a dolgozóknak, hogy részvényeket vásároljanak a cégből, ezáltal részesedjenek a vállalat profitjából. A vállalat központja és a szerkesztőség 1952-ben költözött új székhelyére, Hamburgba.

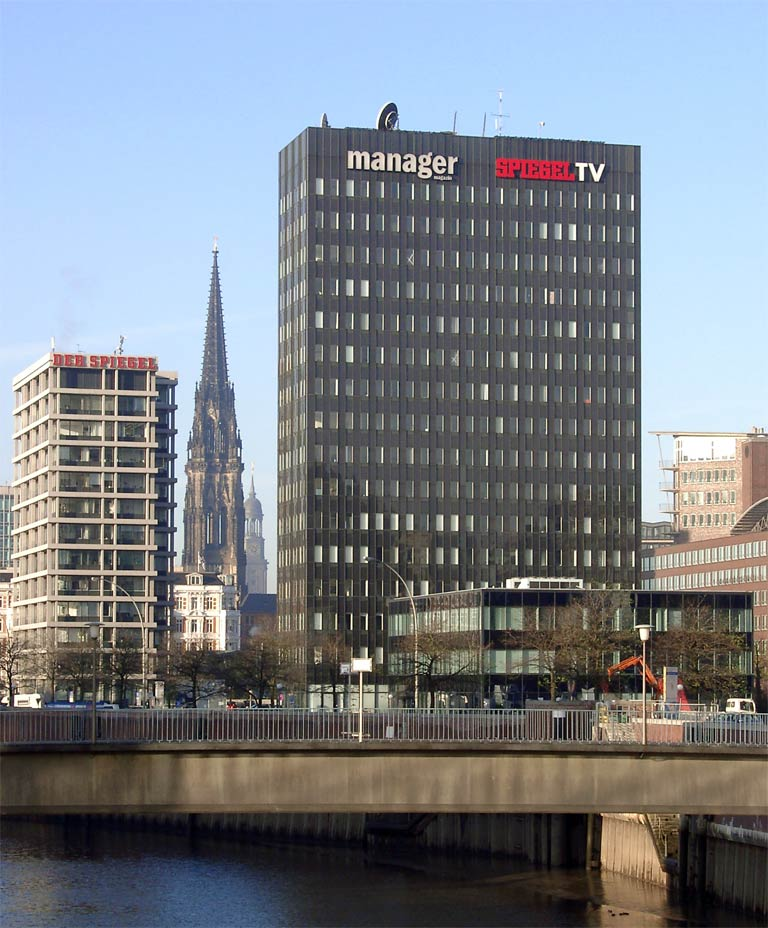
A Spiegel (és a Manager Magazin) székháza Hamburgban

Az újság botrányt kavaró időszaka következett, amikor 1962. október 10-én megjelent egy cikk, amelyben Conrad Ahlers, a Spiegel szerkesztője közzétette a fegyveres erők belső dokumentumait. Franz Josef Straussnak, az akkori szövetségi védelmi miniszternek utasítására a rendőrség október 26-án hamis állításokra alapozva letartóztatta Rudolf Augsteint és több kollégáját, köztük a cikk íróját is. A nyilvánosság a hírmagazinhoz fűződő szolidaritását utcai tüntetésekkel fejezte ki. Az ügyet széles körökben a sajtószabadság elleni támadásnak tekintették. A fogvatartott Rudolf Augsteint 103 nap után helyezték szabadlábra. 1963-ban Franz Josef Strauss így vélekedett a Der Spiegelről: „Ők a Gestapo a mai Németországban {...} Kénytelen voltam fellépni ellenük”.   azaz: 1965. május 13-án a bíróság ez ügyben visszautasította a fő eljárás megnyitását. Straussnak az ügy után vissza kellett vonulnia.
A Der Spiegelnél 1970-ben alig 900 fő dolgozott. A Spiegel-csoport egyik leányvállalata ekkor alapította meg a manager magazin-t.
Willy Brandt szociáldemokrata politikus, 1969–1974 között az NSZK szövetségi kancellárja 1974-ben „Scheißblatt”-nak (azaz szennylapnak) nevezte a Spiegelt. 1989-ben Erich Honecker német kommunista politikus így nyilatkozott: „Igen, a Spiegel egy jó lap, olvasom is minden hétfőn”.
A Spiegel az 1996-os év első felében, a kiadásból származó legnagyobb bevételű német folyóirat rangjával büszkélkedhetett: „Die deutsche Zeitschrift mit den höchsten Einnahmen aus Vertrieb und Anzeigen.” Ebből is látható, hogy a magazin eladási példányszáma gyorsan nőtt. Míg az 1947-es indulási példányszám 15 000  volt, ez 1948-ban 65 000-re, majd 1961-ben 437 000-re nőtt. Az 1970-es évekre elérte a 900 000 körüli számot és itt – bár kissé ingadozva – stabilan állt. Az egymilliós határt csak 1990-ben, a Kelet-Németországba való terjeszkedéssel tudta áttörni.
A Spiegel-Kiadó 1988-ban megalapította a máig működő Spiegel TV-t.
A Hubert Burda Media 1993-ban  bemutatta a Focus című hetilapot, amely inkább jobboldali újságnak számít. Ezzel, úgymond „alternatívát kínáltak az olvasóknak.”
1994-ben megnyitották a Spiegel-Online-t (rövidítve: SPON). Ennek hivatalos angol verzióját 2004. október 21-én mutatták be.

## Főszerkesztők
- 1947-1959: Rudolf Augstein
- 1959-1961: Hans Detlev Becker
- 1962-1968: Johannes K Engel és Claus Jacobi
- 1962-1963: Leo Brawand (SPIEGEL Botrány)
- 1969-1969: Johannes K Engel
- 1969-1973: Johannes K Engel és Günter Gaus
- 1973-1986: Erich Böhme és Johannes K Engel
- 1986-1989: Erich Böhme és Werner Funk
- 1990-1991: Werner Funk és Hanok Werner Kilz
- 1991-1994: Wolfgang Kaden és Hans Werner Kilz
- 1994-1994: Hans Werner Kilz
- 1994-2008: Stefan Aust
- 2008- : Mathias Müller von Blumencron és Georg Mascolo

## Ismert szerkesztők
- Klaus Brinkbäumer riporter
- Ullrich Fichtner riporter
- Gisela Friedrichsen tudósító
- Olaf Ihlau külföldi tudósító
- Dirk Kurbjuweit riporter és irodavezető
- Matthias Matussek szerző
- Alexander Osang riporter és szerző
- Cordt Schnibben riporter
- Alexander Smoltczyk riporter és tudósító
- Gabor Steingart irodavezető
- Moritz von Uslar szerző
- Bastian Sick, korábban fordító a magazinnál, most szerkesztő a Spiegel-Online-nál

## Korábbi szerzők
- Oliver Gehrs szerző, újságíró és kiadó
- Hermann L Gremliza későbbi kiadó
- Jürgen Hogrefe képviselő
- Hellmuth Karasek műkritikus
- Christian Kracht szerző és újságíró
- Jürgen Leinemann politikai riporter, (korábban irodavezető)
- Hans Leyendecker újságíró
- Gerhard Mauz tudósító
- Marie-Luise Scherer riporter
- Manfred Schniedenharn újságíró
- Harald Schumann szerző, újságíró
- Ferdinand Simoneit újságíró, és ő a legkelendőbb szerző